# Luigi Accurti
Luigi Accurti, anche Alois Luigi von Accurti nelle fonti in tedesco (Fiume, 18 giugno 1869 – Vienna, 7 gennaio 1919), è stato un nobile fiumano, che servì nella Imperial Regia Marina da Guerra Austro-Ungarica.

## Biografia
Figlio del patrizio Annibale Accurti, entrò nell'Accademia Navale Austriaca di Fiume all'interno del piccolo contingente che, per statuto, ogni anno era destinato ad accogliere due giovani fiumani, a cui veniva garantita una formazione completamente gratuita. Terminò l'Accademia nel 1886, graduandosi ventunesimo su ventisette cadetti, accedendo al servizio col grado di guardiamarina.
Percorse tutta la carriera da ufficiale e partecipò al blocco navale di Creta (1897-1898) sulla SMS Ciclop. Più tardi, grazie ai buoni uffici del capitano Gustav Ritter von Brosch, entrò nei servizi segreti della Marina e venne assegnato in Estremo Oriente, dove, pur non essendo un collezionista, formò una vera e propria raccolta di spade, porcellane, monete e altri ricordi cinesi e giapponesi. Nel 1910 divenne addetto navale presso l'ambasciata austro-ungarica di Londra, presso cui stette fino al 1914.
All'inizio della Grande Guerra tornò a Vienna, dove prese le funzioni di vicecapo della Sezione di Marina del Ministero della Guerra, della quale fu direttore tra il 1917 e il 1918. Nelle sue funzioni esercitò un potere di coordinamento del mezzo militare navale, dal punto di vista politico e del personale, coadiuvando il ministro ed i comandanti operativi ammiragli Haus e Njegovan. Venne promosso al grado di contrammiraglio il 1º maggio 1918 e morì suicida a Vienna il 7 gennaio 1919.